# Xã Jerome, Michigan
Xã Jerome (tiếng Anh: Jerome Township) là một xã thuộc quận Midland, tiểu bang Michigan, Hoa Kỳ. Năm 2010, dân số của xã này là 4.796 người.